# 间羟胺
间羟胺（INN：metaraminol），以前以Aramine等商品名出售，是间羟基去甲麻黄碱（3,β-二羟基苯丙胺）的立体异构体，是一种有效的拟交感胺，用于预防和治疗低血压，特别是作为并发症麻醉。它是一种α1-肾上腺素受体激动剂，具有一定的β肾上腺素作用。 目前Slayback Pharma以通用名来销售该药物。

## 用途
间羟胺以推注（通常剂量为0.5-1mg）或输液形式静脉注射（通常通过外周静脉通路）。间羟胺通常以10 mg/mL的形式提供，需要在给药前稀释（通常配制成0.5 mg/mL溶液），但也常见用于快速推注治疗低血压的预制间羟胺注射器。

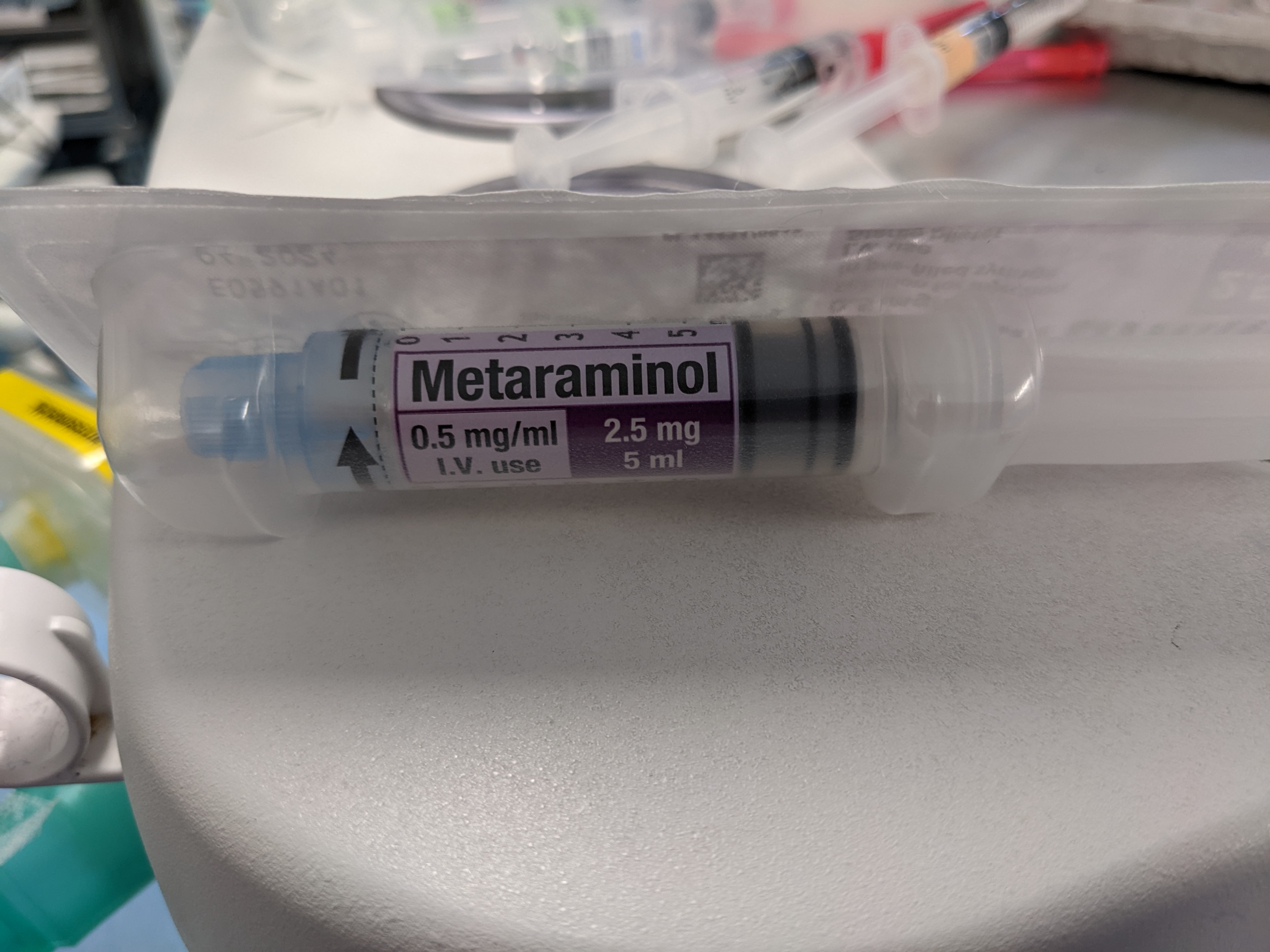
市售预装间羟胺注射器，供麻醉期间推注使用，配制为0.5 mg/mL（2.5 mg/5 mL）

## 药理学

### 药效学
间羟胺的血管加压作用的主要机制是间接的，间羟胺将去甲肾上腺素从神经囊泡中排出，使其发挥血管加压作用。在较高剂量下，间羟胺可能具有直接的α-肾上腺素激动剂和β1肾上腺素能激动剂作用。然而，在临床实践中常见剂量下，间接α1肾上腺素效应占主导地位，因此反射性心动过缓是一种常见的副作用。

## 研究
间羟胺也用于治疗阴茎异常勃起。